# Pholcus gosuensis
Pholcus gosuensis är en spindelart som beskrevs av Kim och Lee 2004. Pholcus gosuensis ingår i släktet Pholcus och familjen dallerspindlar. Inga underarter finns listade i Catalogue of Life.